# Otto Busdorf
Otto Busdorf (* 16. August 1878; † 19. August 1957 im Zuchthaus Brandenburg-Görden) war ein deutscher Kriminalbeamter. Zwischen 1927 und 1934 leitete er das  „Dezernat für Förstermorde, Wilddieberei und gewisse Einbruchsdiebstahlsachen“ im Berliner Polizeipräsidium und nach dem Zweiten Weltkrieg war er in der sowjetischen Besatzungszone Lehrer an der Polizeischule Brandenburg. 1950 wurde er im 3. Prozess zur Aufarbeitung der Köpenicker Blutwoche verurteilt.

## Leben
Otto Busdorf begann seine berufliche Laufbahn bei der Berliner Polizei 1902. Um 1911 verfolgte er die drei Täter eines Raubmordes in Myslowitz weltweit. Bei abgerechneten Reisekosten über 26.810 Kilometer verhaftete er einen davon nach einer Verfolgung durch das damals cisleithanische Galizien beim Verlassen eines Dampfers im Hafen von New York. Dieser wurde später nach Deutschland ausgeliefert. Einen fand er in einem Gefängnis in Schlesien, wo er unter falschem Namen inhaftiert war, und den dritten nahm er in Sibirien fest, wo dieser später zum Tode verurteilt und gehängt wurde.
Im Jahr 1914 erhielt Busdorf als Anerkennung eine persönliche Einladung zum „Krönungsfest“ im Berliner Schloss.
Nach dem Ersten Weltkrieg nahm die Wilderei erheblich zu. Busdorf entwickelte sich zu einem Experten bei der Aufklärung der Wilderei und der dabei immer wieder vorkommenden Tötungen von Förstern und Jagdaufsehern. 1926 klärt Busdorf in Magdeburg einen Mordfall auf, welcher später unter dem Titel „Affaire Blum“ weitgehend authentisch verfilmt wurde. 1927 wurde er zum Leiter des „Dezernats für Förstermorde, Wilddieberei und gewisse Einbruchsdiebstahlsachen“ im Polizeipräsidium Alexanderplatz ernannt. Er erstellte auch einen Lichtbildervortrag, den er zur Aufklärung auf Einladung von Jagdvereinen und auch in der Ausbildung von Förstern in ganz Deutschland vorführte. Zwischen 1927 und 1931 hielt er über 100 Vorträge. 1928 veröffentlichte er den ursprünglich als Lehrbuch gedachten ersten Band von „Wilddieberei und Förstermorde“. Dienstlich erhielt er gute Bewertungen:

„Busdorf seit etwa 15 Jahren fortgesetzt mit der Aufklärung besonders schwieriger Verbrechen außerhalb Berlins beauftragt gewesen. Große Lebensgefahr, vorbildlicher Mut, Unerschrockenheit, gute Resultate. Eine Reihe von Wilddieben (Mörder) im Nahkampf und in der Notwehr erschossen.“

Ende der zwanziger Jahre war Busdorf eine bekannte Persönlichkeit. In der Berliner Illustrierten Zeitung erschien ein Porträt von ihm und an seinen Geburtstagen veröffentlichten Tageszeitungen Artikel über ihn. Die NSDAP-Parteizeitung Der Angriff warnte 1929 vor ihm. Er würde Einladungen von national gesinnten Gutsbesitzern zu Jagdveranstaltungen nur annehmen, um dort heimlich nach Waffenverstecken zu suchen. Busdorf verklagte daraufhin, unterstützt vom Polizeipräsidenten und dem sozialdemokratisch orientierten Verband Preußischer Polizeibeamter, den presserechtlich verantwortlichen Gauleiter Joseph Goebbels. Da dieser nicht zur Verhandlung erschien, wurde er kurzzeitig in Moabit inhaftiert. Im Verfahren, bei dem Paul Stenig Anklagevertreter war, wurde Goebbels zu einer Geldstrafe von 900,- Reichsmark verurteilt. Nach eigener Aussage von Busdorf kam während des Prozesses im Februar 1931 sein Nachbar Heinrich Becker, welcher als Sekretär von Goebbels beschäftigt war, zu ihm und überzeugte ihn als „Sympathisant“ für die NSDAP zu spenden. Gleichzeitig war Busdorf SPD-Mitglied. Wahrscheinlich war Busdorf vom Wesen her unpolitisch und wollte in erster Linie seine bisher erfolgreiche Polizeikarriere ungestört von äußeren Einflüssen weiter fortsetzen.
Nach der „Machtergreifung“ wurde Otto Busdorf während der Köpenicker Blutwoche von der SA zu Hause abgeholt, obwohl er an diesem Tag dienstfrei hatte. Busdorf sollte Paul von Essen vernehmen. Er bestätigte, dass dieser die ursprünglich bei ihm gefundenen Gewehre mit Munition als Jagdaufseher besitzen dürfe. Ein daraufhin gezeigtes Gewehr identifizierte Busdorf als „Wilderergewehr“. Nach einer Aussage von Busdorf dauerte diese Vernehmung zwanzig Minuten und er sei daraufhin wieder nach Hause gegangen. Zeugen widersprachen dem später und sagten aus, dass Busdorf die Misshandlungen an von Essen, mit dem er persönlich bekannt war, gesehen haben müsse.
Ende März 1934 wurde er als „unzuverlässig“ aus dem Polizeidienst entlassen und arbeitete daraufhin als Sachbearbeiter in einem Verband der Viehwirtschaft. Busdorf beschwerte sich in über 200 Eingaben über die Entlassung und wies immer wieder darauf hin, dass er nur jederzeit seine Pflicht als Polizeibeamter getan habe ohne Ansehen der Person. Auch wies er zu der Zeit darauf hin, dass er seit dem 1. Mai 1933 NSDAP-Mitglied sei und außerdem SA-Unterscharführer und als solcher Leiter einer Abteilung in der Standarte 15. Um die Anerkennung der Parteimitgliedschaft klagte Busdorf damals bis zum obersten Parteigericht der NSDAP, welche ihm aber verwehrt wurde. Aufgrund seiner angeblich verleumderischen Aussagen in seinen Eingaben und auch öffentlich kam er 1936 für drei Wochen in Gestapo-Haft und wurde 1937 für vier Monate als Schutzhäftling im KZ Sachsenhausen interniert.
Nach der Besetzung von Berlin durch die Rote Armee stellte sich Busdorf der nun kommunistischen Zivilverwaltung zum Aufbau neuer Strukturen zur Verfügung, wo er dann als stellvertretender Inspektionsleiter in Köpenick tätig war. Vom damaligen kommunistischen Bürgermeister von Köpenick wurde ihm eine klar antifaschistische Grundhaltung und politische Zuverlässigkeit bestätigt. Unter Verweis auf seine KZ-Haft wurde Busdorf als Verfolgter des Naziregimes anerkannt. Später bewarb er sich bei der Polizei in Brandenburg und wurde als Lehrer an der Polizeischule angestellt. Nachdem ihn ein ehemaliger Nachbar und Nazi denunziert hatte, wurde er entlassen, wogegen er wieder mit Beschwerdebriefen reagierte.
Im Februar 1948 wurde er dann erstmals wegen des Verdachts der Beteiligung an der Köpenicker Blutwoche verhaftet. Nachdem im Mai 1949 der Haftbefehl wieder aufgehoben worden und Busdorf ohne Auflagen frei gekommen war, versuchte seine Familie ihn davon zu überzeugen, nach West-Berlin zu fliehen. Busdorf weigerte sich, da er sich keiner Schuld bewusst war und auch, um sein Haus nicht zu verlieren. Nach nur drei Wochen in Freiheit wurde er erneut verhaftet und war dann im Sommer 1950 vor dem Ost-Berliner Landgericht einer der 61 Angeklagten im 3. Prozess zu Tätern der Köpenicker Blutwoche. Er wurde zu 25 Jahren Zuchthaus, 5 Jahren Gefängnis und Einzug seines Vermögens, also seines Hauses, verurteilt. Nachdem im Januar 1956 mehrere seiner Mitangeklagten begnadigt worden waren, fragte seine Anwältin bei der Generalstaatsanwaltschaft der DDR nach, ob nicht auch für diesen eine Entlassung auf dem Gnadenweg möglich sei. Dies wurde mit der Begründung abgelehnt, dass Busdorf sicher selbst keine Opfer misshandelt habe, aber seine Vernehmungen der SS und SA als Begründung für solche und auch für die folgenden Ermordungen von Antifaschisten gedient habe. Damit habe er eine noch üblere Rolle gespielt als seine Mitangeklagten.
Ein Jahr später wurde der schon 79 Jahre alte Busdorf von den Gefängnisärzten für haftunfähig erklärt. Obwohl jetzt auch die Generalstaatsanwaltschaft seine Entlassung befürwortete, sprach sich das Innenministerium der DDR dagegen aus. Kurze Zeit später starb Busdorf im Zuchthaus Brandenburg-Görden.
Otto Busdorf lebte in einem eigenen Haus in der Siedlung Uhlenhorst in Köpenick. Zur damaligen Zeit war das Haus naturnah und abgeschieden am Waldrand und bot trotzdem den Vorteil, dass von dort das Polizeipräsidium am Alexanderplatz mit der S-Bahn in 30 Minuten erreichbar war. Busdorf war begeisterter Jäger, wovon auch die Dekoration seines Hauses mit den Jagdtrophäen erlegter Tiere zeugte. Er war verheiratet und Vater zweier Töchter. Das Haus mussten seine Verwandten nach seiner Verurteilung, in welcher auch sein Vermögen eingezogen wurde, verlassen. Diese fanden in der Nachbarschaft eine neue Wohnung. 2015 lebte eine Enkelin von ihm weiter in unmittelbarer Nähe in Uhlenhorst.

## Nachleben
Am 13. August 1992 beantragten die Nachkommen von Otto Busdorf und die Staatsanwaltschaft beim Kammergericht Berlin die Aufhebung des Urteils. Nach dem Kassationsrecht hatte das Gericht nur darüber zu befinden, ob das beanstandete Urteil politisch begründet und unter schwerwiegenden Rechtsfehlern zustande gekommen war, ohne eine erneute Beweisaufnahme durchzuführen. Der Antrag wurde abgelehnt, weil nach Ansicht des Kammergerichts in der Annahme des Landgerichts Berlin (DDR) von 1950, dass Paul von Essen aufgrund der Vernehmung durch Busdorf gefoltert und getötet worden sei, „schwerwiegende Rechtsfehler nicht zu entdecken“ seien und ein ausgewogenes Urteil vorliege, „in dem kein Unschuldiger verurteilt worden ist“.

## Werke
- Wilddieberei und Förstermorde (Band 1), Berlin, 1928 DNB 365410217
- Wilddieberei und Förstermorde (Band 2), Berlin, 1929 DNB 365410225
- Wilddieberei und Förstermorde (Band 3), Berlin, 1931 DNB 1155263421